# Nguyễn Khắc Viện (thiếu tướng)
Nguyễn Khắc Viện là một sĩ quan cấp cao trong Quân đội Nhân dân Việt Nam mang quân hàm Thiếu tướng, ông nguyên là Phó bí thư Đảng ủy, Hiệu trưởng Trường sĩ quan Lục quân 1 (1997-2002), nguyên Sư đoàn trưởng sư đoàn 347, Phó Tư lệnh TMT Quân đoàn 14 - Quân khu 1. Ông được tặng thưởng Huân chương quân công hạng ba năm 2011.